# Gyldendals Bekkasinbøger
Gyldendals Bekkasinbøger er en serie af smalle skønlitterære værker udgivet i 1960erne af forlaget Gyldendal. Bekkasinbøgerne var en del af forlagets satsning på billigbøger. Andre serier – produceret i samme format – er Gyldendals Tranebøger (bred skønlitteratur), Gyldendals Spættebøger (lyrik) og Gyldendals Uglebøger (filosofi og samfundslitteratur). De fire seriers typografi og omslag var tilrettelagt af grafikeren Austin Grandjean.

## Liste over Bekkasinbøger
- 1 Albert Camus: Den fremmede
- 2 Knut Hamsun: Sult
- 3 James Joyce: Portræt af kunstneren som ungt menneske
- 4 Vladimir Nabokov: Invitation til skafottet
- 5 Kathrine Anne Porter: Det skæve tårn
- 6 Bent Rying: Ildvinter
- 7 Ole Sarvig: Den sene dag
- 8 Villy Sørensen: Sære historier
- 9 Amos Tutuola: Palmevinsdrankeren
- 10  Virginia Woolf: Orlando
- 11  Truman Capote: Nye stemmer, nye steder
- 12  André Gide: Jordens frugter
- 13  Uwe Johnson: Den tredje bog om Achim
- 14  Franz Kafka: Slottet
- 15  Alian Robbe-Grillet: Jalousi
- 16  Peter Seeberg: Bipersonerne
- 17  Rainer Maria Rilke: Udvalgte digte
- 18 Jean-Paul Sartre: Kvalme
- 19 Günter Grass: Kat og mus
- 20 Villy Sørensen: Ufarlige historier
- 21 Max Frisch: Homo Faber
- 22 Frank Jæger: Den unge jægers lidelser
- 23 Bruno Schulz: Kanelbutikkerne
- 24 André Gide: Den snævre port
- 25 Knut Hamsun: Pan
- 26 Herman Hesse: Steppeulven
- 27 Yukio Mishima: Fem moderne no-spil
- 28 Alejo Carpentier: De tabte spor
- 29 Franz Kafka: Amerika
- 30 Albert Dam: Dag så lang
- 31 Vladimir Nabokov: Pnin
- 32 Frank Jæger: Hverdagshistorier
- 33 Philip Roth: Farvel, Colombus
- 34 Pentti Holappa: Livets tinsoldater
- 35 Thomas Mann: Døden i Venedig
- 36 Sophus Claussen: Antonius i Paris
- 37 Robert Musil: Tre kvinder
- 38 Leif E. Christensen: Tyven i Tjørnsted
- 39 John Updike: I morgen og i morgen og så videre
- 40 Karen Blixen: Drømmerne
- 41 Miodrag Bulatovic: Djævelen kommer
- 42 Saul Bellow: Grib dagen
- 43 Martin A. Hansen: Midsommerfesten
- 44 Lars Gyllensten: Kains memoirer
- 45 Knut Hamsun. Victoria
- 46 Robert Musil: Den unge Törless
- 47 Stig Dagerman: Brændt barn
- 48 Sven Holm: Den store fjende
- 49 Alian Robbe-Grillet: Huset i Hong Kong
- 50 Tom Kristensen: Hvad er Heta?
- 51 Jørgen Nielsen: En gård i verden
- 52 Knut Hamsun: Mysterier
- 53 Johannes Bobrowski: Litauiske claverer
- 54 Max Frisch: Bin eller rejsen til Peking
- 55 Franz Kafka: Dommen og andre fortællinger
- 56 William Faulkner: Det allerhelligste
- 57 James Purdy: Cabot Wright begynder
- 58 Andre Gide: Vatikanets Kældre
- 59 Nathalie Sarrurte: Guldfrugterne
- 60  J. M. G. le Clesio: Feber
- 61 William Faulkner: Brølet og vreden
- 62 Rainer Maria Rilke: Malte Laurids Brigges optegnelser
- 63 Robert Pinget: Omkring Mortin
- 64 Thomas Pynchon: Katalognummer 49 udbydes
- 65 Franz Kafka: Beskrivelse af en kamp og andre efterladte fortællinger
- 66 Bohumil Hrabral: Expres-Baren Kosmos
- 67 Hallldor Laxness: Syv Tegn
- 68 Nathalie Sarraute: Tropismer
- 69 John Updike: Musikskolen
- Uden nummerering (alfabetisk)
- Saul Bellow: Mosbys Erindringer og andre fortællinger
- Peter Bichel: Børnehistorier
- Peter Bichel: Egentlig ville fru Blum godt lære mælkemanden at kende
- Jørgen Gustava Brandt: Den geniale monotoni
- Bertolt Brecht: Sokrates i krig
- Andre Gide: Falskmøntnerne
- Knut Hamsun: Sværmere
- Peter Handke: Målmandens frygt for straffespark
- Herman Hesse: Glasperlespillet 1-2
- Herman Hesse: Knulp
- Herman Hesse: Peter Carmenzind
- Herman Hesse: Demian
- Herman Hesse: Siddharta
- Herman Hesse: Sol og måne
- Sven Holm: Nedstyrtningen
- Franz Kafka: Breve til Milena
- Sven Lindqvist: Myten om Wu Tao-tzu
- Svend Åge Madsen: Besøget
- Georges Perec: Ting
- Alain Robbe-Grillet: Øjnene
- Philip Roth: Jødernes Omvendelse og andre noveller
- Ulla Ryum: Spejl
- Jonathan Strong: Tike og fem fortællinger
- Villy Sørensen: Formynderfortællinger
- Dylan Thomas: Portræt af kunstneren som hvalp
- Poul Vad: de nøjsomme
- Vassilis Vassilikos: Fotografierne

| Bog | Spire Denne artikel om bøger og tidsskrifter er en spire som bør udbygges. Du er velkommen til at hjælpe Wikipedia ved at udvide den. |

Liste over bekkasinbøger: http://bibliotek.kk.dk/ting/search/%22Gyldendals%20bekkasinbøger%22 (Webside+ikke+længere+tilgængelig)